# Saint-Bonnet-le-Froid
Saint-Bonnet-le-Froid (okzitanisch: Sant Bonet lo Freid) ist eine französische Gemeinde mit 224 Einwohnern (Stand: 1. Januar 2022) im Département Haute-Loire in der Region Auvergne-Rhône-Alpes. Sie gehört zum Arrondissement Yssingeaux und ist Mitglied im Gemeindeverband Haut Pays du Velay Communauté.

## Geografie

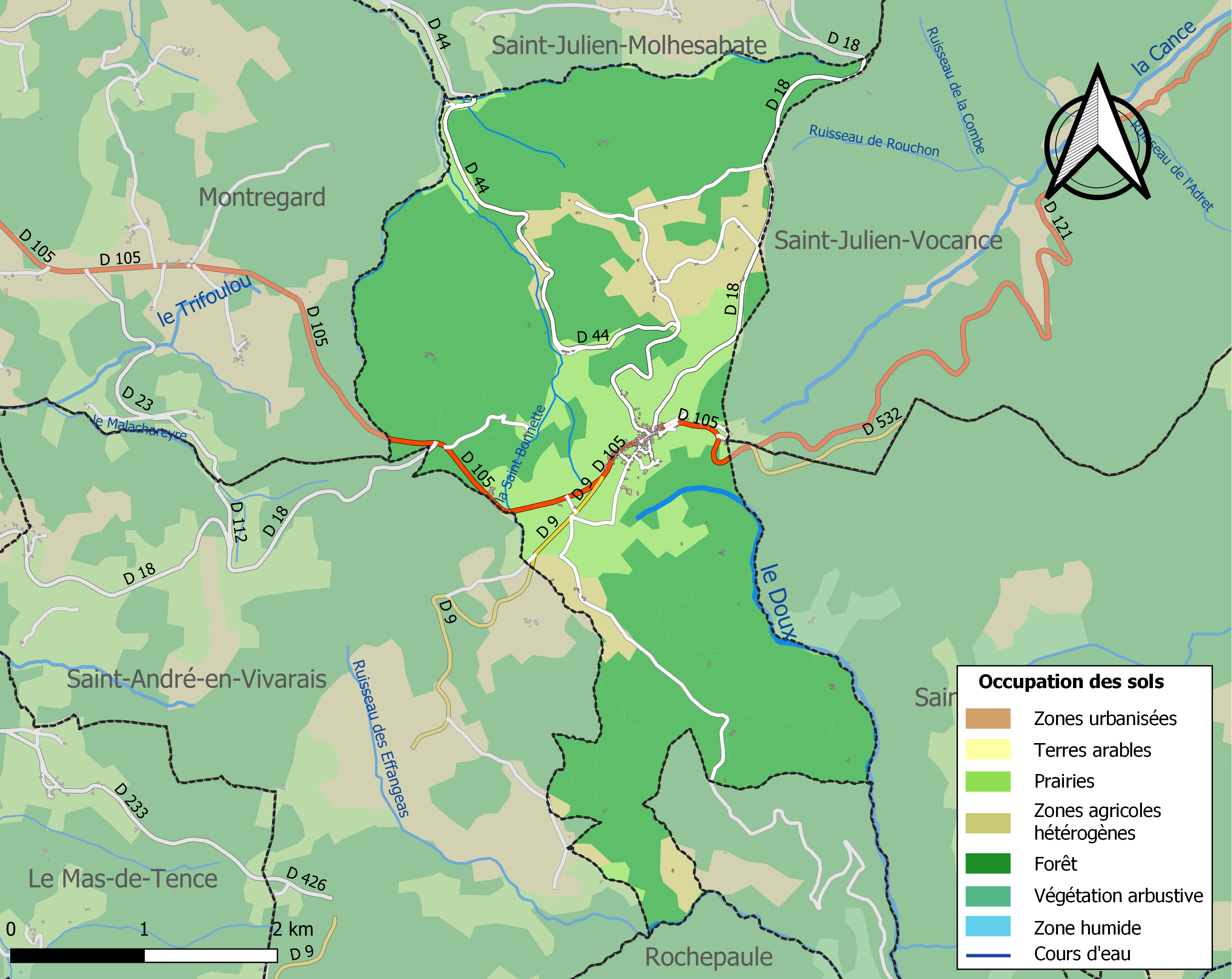
Bodennutzung, Hydrografie und Infrastruktur der Gemeinde (2018)

Saint-Bonnet-le-Froid liegt in der Région naturelle Velay, einer Landschaft im Südosten der Auvergne im Zentralmassiv, etwa 45 Kilometer ostnordöstlich von Le Puy-en-Velay und etwa 33 Kilometer südlich von Saint-Étienne an der Grenze zum Département Ardèche. Die Gemeinde befindet sich in den Einzugsgebieten der Loire und der Rhone. Der Doux, ein Nebenfluss der Rhone, entspringt im Osten des Gemeindegebiets, fließt in südlicher Richtung und begrenzt es im Südosten. Weitere Fließgewässer sind der Ruisseau des Effangeas, der die Gemeinde im Süden begrenzt, bevor er im äußersten Südosten in den Doux mündet, der zeitweise trockenfallende Ruisseau de la Frachette, der die Gemeinde im Norden begrenzt, der Ruisseau de Monteyrimard, der die Gemeinde im Westen begrenzt, bevor er in den Ruisseau la Saint Bonnette mündet, der im südwestlichen Gemeindegebiet entspringt und verschiedene kleinere Bäche. Das Zentrum erstreckt sich auf einer Höhe von 1159 m, das Gelände ist hügelig mit zahlreichen Einschnitten durch die Täler, insbesondere des Doux.
Fast drei Viertel der Fläche der Gemeinde sind bewaldet oder naturbelassen, etwa ein Viertel wird landwirtschaftlich genutzt.
Saint-Bonnet-le-Froid wird umgeben von den Nachbargemeinden Saint-Julien-Molhesabate im Norden, Saint-Julien-Vocance (Département Ardèche) im Osten und Nordosten, Saint-Pierre-sur-Doux (Département Ardèche) im Osten und Südosten, Saint-André-en-Vivarais (Département Ardèche) im Süden und Südwesten, Rochepaule (Département Ardèche) im Süden sowie Montregard im Westen und Nordwesten.

## Bevölkerungsentwicklung
| Jahr                       | 1962 | 1968 | 1975 | 1982 | 1990 | 1999 | 2006 | 2013 | 2020 |
| -------------------------- | ---- | ---- | ---- | ---- | ---- | ---- | ---- | ---- | ---- |
| Einwohner                  | 211  | 200  | 185  | 180  | 180  | 194  | 239  | 252  | 215  |
| Quellen: Cassini und INSEE |      |      |      |      |      |      |      |      |      |

## Sehenswürdigkeiten
- Kirche Saint-Bonnet aus dem 19. Jahrhundert

## Verkehr
Saint-Bonnet-le-Froid wird von der Departementsstraße D 105, der ehemaligen Route nationale 105, von Yssingeaux im Westen nach Davézieux im Osten durchquert. Die Departementsstraße D 9 hat ihren Ausgangspunkt im Zentrum von Saint-Bonnet-le-Froid und führt südlich über Saint-André-en-Vivarais nach Saint-Agrève.

## Persönlichkeiten
- Régis Marcon (* 1956), Drei-Sterne-Küchenchef, geboren in Saint-Bonnet-le-Froid